# گمینا کوبلنگتسا
گمینا کوبلنگتسا (به لهستانی:  Gmina Kobylnica) یک گمینا در لهستان است که در شهرستان سووپسک واقع شده‌است. گمینا کوبلنگتسا ۲۴۴٫۹۵ کیلومتر مربع مساحت و ۱۱٬۳۰۲ نفر جمعیت دارد.